# Phyllocoptruta oleivora
Phyllocoptruta oleivora är en spindeldjursart som först beskrevs av William Harris Ashmead 1879.  Phyllocoptruta oleivora ingår i släktet Phyllocoptruta och familjen Eriophyidae. Inga underarter finns listade i Catalogue of Life.